# Mark McGann
Mark Anthony McGann (Liverpool, 12 luglio 1961) è un attore britannico.

## Biografia
Mark McGann è nato a Liverpool e ha tre fratelli, gli attori Paul, Stephen e Joe McGann. Attivo in campo teatrale, televisivo e cinematografico, Mark McGann è noto soprattutto come interprete di musical nei teatri del West End londinese. Nel 1985 ha ottenuto una candidature al Laurence Olivier Award al miglior attore in un musical per la sua interpretazione nel ruolo di John Lennon e due anni più tardi ha ricevuto una seconda candidatura al medesimo premio per il suo ruolo nel musical Up on the Roof.

## Filmografia parziale

### Cinema
- Endgame, regia di Gary Wicks (2001)

### Televisione
- Casualty – serie TV, 1 episodio (1990)
- Crime Story – serie TV, 1 episodio (1993)
- Ispettore Morse (Inspector Morse) – serie TV, 1 episodio (1997)
- Sex and the City – serie TV, episodio 2x18 (1999)
- Metropolitan Police – serie TV, 2 episodi (2000)
- Shackleton – serie TV, 2 episodi (2002)